# Ryan Zinke
Ryan Keith Zinke (* 1. listopadu 1961, Bozeman, MT) je americký podnikatel a politik za Republikánskou stranu. V letech 2017–2019 zastával ve vládě Donalda Trumpa post ministra vnitra. Předtím v letech 2015–2017 působil jako poslanec ve Sněmovně reprezentantů, kde zastupoval stát Montanu.
Jako ministr vnitra povolil na federálních pozemcích zkoumání a těžbu ropy, plynu a nerostných surovin. Po kontroverzních krocích spojených s nadměrnými výdaji na ministerstvu a dalšími problematickými výkony byl z funkce ministra vnitra na konci roku 2018 odvolán.